# Лурье, Соломон Аркадьевич
Соломо́н (За́лман) Аркадьевич Лурье́ (Лурия; 1851, Могилёвская губерния — 1908, Киев) — еврейский поэт, переводчик, публицист, общественный деятель.

## Биография
Родился в Могилёвской губернии в 1851 году. Его младший брат — Иосиф Аркадьевич Лурье (Айзик Лурье; 1868—1892), математик и журналист, автор книги «Математическая теория еврейского календаря» (Могилёв-на-Днепре: Типо-литография Я. Н. Подземского, 1887).
24 мая 1885 года окончил Санкт-Петербургский институт инженеров путей сообщения с правом на чин губернского секретаря, работал инженером в Симферополе. Был приверженцем палестинофильства. Публиковал стихи в российской периодике на иврите («Ха-шахар»). Выступал с публицистическими статьями в русско-еврейской прессе, был сотрудником петербургского журнала «Рассвет», регулярно публиковался в «Восходе» и «Русском еврее». Отдельными изданиями выпустил книгу «Будущее в прошлом: Палестинофильство и общечеловеческая культура» (1883), монографию о Хаиме-Зелике Слонимском.
В 1886 году издал отдельной книгой в Варшаве поэму Генриха Гейне «Jehuda ben Halevy» в переводе на иврит и с подробной аннотацией. В 1903–1906 годах служил казённым раввином в Киеве.
Его сын Юрий Ларин стал известным революционным и советским хозяйственным деятелем.
Скончался в Киеве в 1908 году.